# Shuicha (sockenhuvudort i Kina, Jiangxi Sheng, lat 26,52, long 115,07)
Shuicha är en sockenhuvudort i Kina. Den ligger i provinsen Jiangxi, i den sydöstra delen av landet, omkring 250 kilometer söder om provinshuvudstaden Nanchang. Antalet invånare är 11 143. Befolkningen består av 5 437 kvinnor och 5 706 män. Barn under 15 år utgör 21,0 %, vuxna 15-64 år 68 %, och äldre över 65 år 9,0 %.
Runt Shuicha är det ganska tätbefolkat, med 192 invånare per kvadratkilometer. Närmaste större samhälle är Juncun, 17,9 km söder om Shuicha. I omgivningarna runt Shuicha växer i huvudsak blandskog.
Genomsnittlig årsnederbörd är 1 925 millimeter. Den regnigaste månaden är maj, med i genomsnitt 327 mm nederbörd, och den torraste är oktober, med 21 mm nederbörd.